# 大连地铁3号线

列车进站

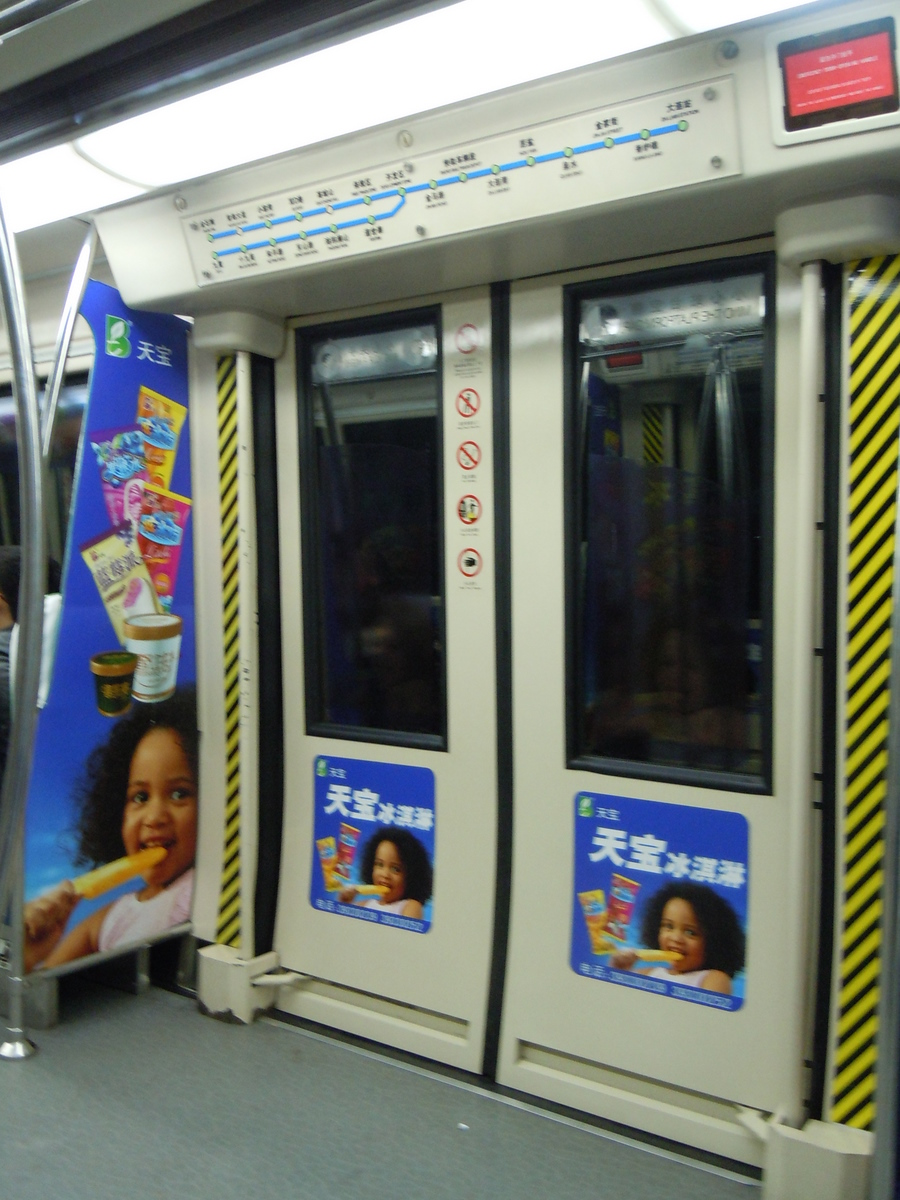
车门

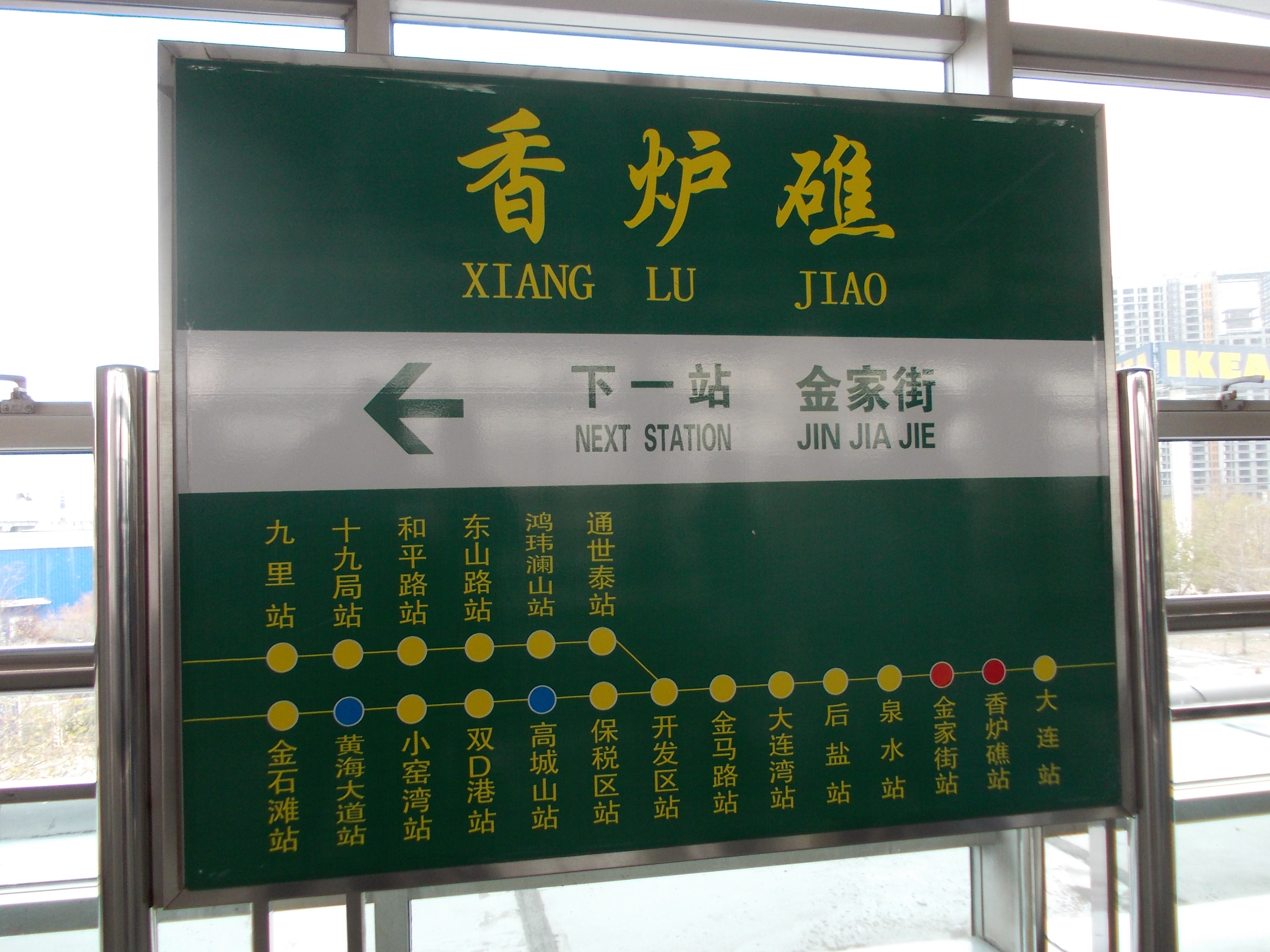
指示牌

大连地铁3号线是大连地铁的一条线路，全长49.15公里，共有20座车站（含一员工专用车站），其中主线地面站4座，高架站8座，预留地面站2座，平均站距5.18公里。线路于2003年5月1日开通运营，是大连市以及辽宁省的第一条地铁线路。
本线路主线起点位于大连火车站，终点位于金石滩；支线起点位于开发区站，终点设于九里站。列车在大多数情况下开行主线“大连站-金石滩”及支线“开发区-普兰店振兴街”两种交路（九里至普兰店振兴街区间为13号线，目前与3号线支线贯通运营），乘客需在开发区站完成主线与支线之间的换乘。
2021年11月18日前，每日早晚高峰时段各开行一班“大连站-九里”的主线支线直通列车，在驶过开发区站后直接开往支线的九里站方向，该运行交路随着地铁13号线与3号线支线的贯通运营而暂时取消。

## 历史
大连地铁3号线一期工程，由香炉礁至金石滩，全长46.658公里，桥梁20座，总长13.89公里；隧道1座，长1.123公里；地面线31.39公里。途经泉水居住区、开发区、保税区、双D港。全线设14座车站，其中高架站6座，地面站4座（另预留四座，其中两座已建成投入运营）。一期工程总投资18.6亿元，于2000年9月开工建设，2002年10月1日试通车，11月8日开始试运营，2003年5月1日正式投入运营。在线路开始建设时，由于兴建地铁需要国家发改委审批且大连不符合修建地铁的条件，因此该线路以“快速轨道交通”（简称“快轨”）名义开工建设，并在2003年至2017年期间由大连公交客运集团以“快轨3号线”名义营运，直至2017年更名为大连地铁3号线并移交大连地铁集团为止。
大连地铁3号线二期工程由香炉礁至大连站，全长2.38公里，增建香炉礁至大连站段轨线及大连站，2003年7月开工建设，2004年9月29日投入运营。
大连地铁3号线三期工程九里支线，在开发区站与3号线分岔，于2008年6月开始试运行，2008年12月28日正式载客运营。
2020年7月22日，因大连市新增1例本土冠状病毒病确诊病例，3号线大连湾站临时关闭。8月21日，本站恢复运营。12月21日，因当地再度发生本土疫情，地铁3号线九里支线停运，后该段支线于2021年1月23日6时起恢复运营服务。
2021年11月12日至11月17日，由于3号线支线与13号线一期相互直通运营的信号测试需要，3号线支线开发区站至九里站停止载客运营，停运期间由公交车代运。11月18日，3号线支线恢复运营，但原3号线“大连站-九里”的支线贯通运行列车在调整后取消。
2021年12月28日，13号线一期与本线的开发区-九里支线进行直通运转，原3号线支线编号保留，但使用13号线列车并与其直通运营。

## 走向
本线路主线由大连火车站站北广场西侧出发，沿疏港路西行，于香炉礁站转向北，沿东北路北行，于东北路北端终点转向东沿华北路、振兴路、金马路、辽河西路、辽河中路、辽河东路、金石路东行，于金石滩国家旅游度假区北侧设终点站金石滩站。同时，在开发区站设置有向北的支线，通往金州区的九里站；2021年12月28日，13号线一期开通运营，3号线支线在九里站与13号线一期直通运营，开行“开发区-普兰店振兴街”交路。

## 车站列表
| 车站名称                             | 站间距 (km)                          | 里程（km）                           | 换乘路线                             | 所在地                               | 啟用時間                             | 车站形式                             |
| 大连地铁3号线（主线）：大连站-金石滩 | 大连地铁3号线（主线）：大连站-金石滩 | 大连地铁3号线（主线）：大连站-金石滩 | 大连地铁3号线（主线）：大连站-金石滩 | 大连地铁3号线（主线）：大连站-金石滩 | 大连地铁3号线（主线）：大连站-金石滩 | 大连地铁3号线（主线）：大连站-金石滩 |
| ------------------------------------ | ------------------------------------ | ------------------------------------ | ------------------------------------ | ------------------------------------ | ------------------------------------ | ------------------------------------ |
| 大连站                               | 0.00                                 | 0.00                                 | █ 5号线                              | 西岗区                               | 2004年9月29日                        | 高架西班牙式站台                     |
| 香炉礁                               | 2.50                                 | 2.50                                 |                                      | 西岗区                               | 2003年5月1日                         | 高架侧式站台                         |
| 梭鱼湾                               |                                      |                                      |                                      | 甘井子区                             | 规划车站                             | 高架侧式站台                         |
| 金家街                               | 香炉礁 起计 4.40                     | 6.90                                 | █ 4号线                              | 甘井子区                             | 2003年5月1日                         | 高架侧式站台                         |
| 泉水                                 | 4.28                                 | 11.18                                |                                      | 甘井子区                             | 2003年5月1日                         | 地面侧式站台                         |
| 后盐                                 | 3.38                                 | 14.56                                | █ 5号线                              | 甘井子区                             | 2003年5月1日                         | 高架侧式站台                         |
| 大连湾                               | 6.56                                 | 21.12                                |                                      | 甘井子区                             | 2003年5月1日                         | 高架侧式站台                         |
| 地铁海湾基地                         |                                      |                                      |                                      | 金州区                               | 员工专用站，不载客                   | 仅大连站方向设置 单向侧式站台        |
| 金马路                               | 大连湾 起计 3.58                     | 24.70                                |                                      | 金州区                               | 2003年5月1日                         | 高架侧式站台                         |
| 开发区                               | 2.80                                 | 27.50                                | █ 3号线支线 （与 █ 13号线贯通）      | 金州区                               | 2003年5月1日                         | 高架一岛两侧 混合式站台              |
| 保税区                               | 2.63                                 | 30.13                                |                                      | 金州区                               | 2003年5月1日                         | 地面侧式站台                         |
| 高城山                               |                                      |                                      |                                      | 金州区                               | 预留车站                             | 未开建                               |
| 双D港                                | 保税区 起计 6.08                     | 36.21                                |                                      | 金州区                               | 2003年5月1日                         | 地面侧式站台                         |
| 小窑湾                               | 2.79                                 | 39.00                                |                                      | 金州区                               | 2003年5月1日                         | 地面侧式站台                         |
| 黄海大道                             |                                      |                                      |                                      | 金州区                               | 预留车站                             | 未开建                               |
| 金石滩                               | 小窑湾 起计 9.70                     | 48.70                                |                                      | 金州区                               | 2003年5月1日                         | 地面侧式站台                         |
| 大连地铁3号线（支線）：开发区－九里  |                                      |                                      |                                      |                                      |                                      |                                      |
| 开发区                               | 金马路起计2.80                       | 大连火车站起计27.50                  | █ 3号线主线                          | 金州区                               | 2003年5月1日                         | 高架一岛两侧 混合式站台              |
| 通世泰                               | 开发区 起计 2.23                     | 全线累计50.93                        |                                      | 金州区                               | 2008年12月28日                       | 高架侧式站台                         |
| 鸿玮澜山                             | 2.10                                 | 全线累计53.03                        |                                      | 金州区                               | 2008年12月28日                       | 高架侧式站台                         |
| 东山路                               | 1.70                                 | 全线累计54.73                        |                                      | 金州区                               | 2008年12月28日                       | 高架侧式站台                         |
| 和平路                               | 2.10                                 | 全线累计56.83                        |                                      | 金州区                               | 2008年12月28日                       | 高架侧式站台                         |
| 十九局                               | 2.56                                 | 全线累计59.39                        |                                      | 金州区                               | 2008年12月28日                       | 高架侧式站台                         |
| 九里                                 | 2.37                                 | 全线累计61.76                        | █ 13号线                             | 金州区                               | 2008年12月28日                       | 高架侧式站台                         |
| ↓直通13号线一期运行至普兰店振兴街    |                                      |                                      |                                      |                                      |                                      |                                      |
| 註釋                                 |                                      |                                      |                                      |                                      |                                      |                                      |
| - 斜体标注的车站及线路尚未启用。     |                                      |                                      |                                      |                                      |                                      |                                      |

## 列车
本线使用的列车全部由大连机车厂生产，采用两动两拖的动力分散式布局和直流 1500 V 接触网供电制式，最高运行速度 100 km/h，采用不锈钢车体、VVVF 交流牵引传动系统（大部分列车使用日本东芝原设计产品，增购列车FG0029~FG0038以及机器更新后的 FG0011~FG0028 编组为大连电牵自研或仿制东芝产品）和德国克诺尔模拟式电空制动系统。

### 主线用（20列）
编号 FG0001~FG0020（0001~0010 为第一批，0011~0020 为第二批），为2M2T（Tc+Mp+Mp+Tc，Mp 表示带受电弓的动车，Tc 表示带驾驶室的拖车）四节编组B型车，总长78米，车体宽2.8米，高3.8米，轴重14吨；列车定员800人，座位176个，车身涂装均为银色带红条。
两批列车均搭载东芝制 SEA-392 型交流牵引电动机，每列车的牵引总功率为 1440 kW（180 kW×8）；第一批列车搭载东芝原设计 SVF058-A0 型牵引逆变器和 INV126-H0 型辅助电源，第二批列车现搭载大连电牵制 CNE PW-1000/D/H-08 型（机器更新前为东芝原设计 SVF058-B0 型）牵引逆变器和东芝原设计 INV126-H1 型辅助电源。此外两批列车的区别还包括：
- 第一批列车的车内扶手为银色，第二批的则为黄色带凹坑。
- 第二批列车的前风挡上部增加 LED 点阵显示屏，车内线路图也由透明塑料板更换为 LED 闪灯图。

### 金州九里支线用（16列）
2M2T编组8列（FG0021~0028）：为四节编组列车的第三批，与第二批基本相同，但线路图增加金州支线内容。
1M1T编组8列（FG1001~1008）：长40米，车身涂装为红色带黄色条纹，于2008年下半年至2009年上半年生产，但因某些原因直至2010年10月29日才投入运营。在平峰时段执行开发区-九里小交路，四节编组车底执行九里-大连站大交路（在此之前支线大小交路均由2M2T编组执行）。
2021年11月18日起，13号线的四节编组列车（编号13xx）开始在3号线支线段载客试运行，原2节编组列车暂时退出3号线支线运营。

### 增购列车（10列）
编号 FG0029~FG0038，为四节编组列车的第四批，车体材质为铝合金，采用大连电牵自研或仿造东芝的牵引电机和牵引变流器，其外观设计与前几批的差异较大。

## 运营情况
大连站-金石滩主线和开发区-普兰店振兴街贯通列车为一般情况下的运行交路，去往3号线支线及13号线方向需在开发区站换乘。
2021年11月18日前，每日早晚高峰时段在大连站及九里站各开行1班大连站-九里交路的直通列车，但因地铁13号线与3号线支线贯通运行的需要而取消。
2021年12月28日起，13号线开通并与3号线支线直通运营，支线运行交路改为开发区-普兰店振兴街，但仍然保留部分开发区-九里小交路列车。
运营时间：
| 始发站        | 终点站        | 始车时间 | 末车时间                        |
| ------------- | ------------- | -------- | ------------------------------- |
| 大连站        | 金石滩        | 6:00     | 19:30 20:28（7月15日-10月31日） |
| 金石滩        | 大连站        | 6:30     | 19:30 21:30（7月15日-10月31日） |
| 保税区⇌大连站 | 保税区⇌大连站 | 6:00     | 21:30                           |
| 九里⇌开发区   | 九里⇌开发区   | 6:00     | 20:15                           |
| 开发区        | 普兰店振兴街  | 6:25     | 19:32                           |
| 普兰店振兴街  | 开发区        | 6:30     | 19:30                           |

大连站⇌金石滩单程运行约52分钟，设计最小追踪时间4分钟，发车间隔高峰5分钟，平峰10分钟，低峰20分钟。开发区-九里小交路早晚高峰发车间隔约10分钟，平峰时间行车间隔约15分钟；开发区-普兰店振兴街大交路列车运营间隔30分钟。
主线车辆段一座（地铁海湾基地），位于大连湾与大连开发区之间的海中填海区，並附設員工專用的快軌車輛段站（只有一個月台）；九里支线车辆段一座（九里车辆段），位于九里终点站北。
除大连站和开发区站外，其余车站均为侧式站台。大连站采用西班牙式站台布局，中间站台上车，两侧站台下车；开发区站由既有车站扩建，与主线开发区站形成一岛两侧混合式站台，共3个站台，南站台供金石滩方向上下客，中间站台同时供火车站方向上下客和九里/普兰店振兴街方向上客，北站台供九里站和普兰店振兴街站开来的列车下客；金石滩站实际仅使用一侧站台。除大连站和金石滩站外，正常运行的列车永远使用右侧车门上下客。3号线主线各站（开发区站3号线支线站台除外）均已安装低站台门，已于2023年9月1日启用。
初期闸机均为门档式，支线建成即采用三角柱式，现主线闸机也已逐步更换为三角柱式。

## 运营事故
2024年12月14日7时40分许，辽宁省大连市地铁3号线大连站南侧船票服务中心附近发生火情，当时火势较大，不仅有滚滚浓烟，还有较大的明火。

## 票价
2022年1月1日开始，3号线及支线路段由原按站计价模式改为与1/2号线相同的按里程分段计价模式，起步价2元，起步里程6公里(含6公里)，晋级里程分别为6、6、8、8、10、10公里（即每6、6、8、8、10、10公里增加1元），而里程54公里以上部分，票价每增加1元可乘坐里程15公里。持明珠卡的乘客可享受8折优惠，中、小学生（含中专、技校学生）持明珠学生卡可享受5折优惠。而原快轨储值月票卡则在实行里程分段计价模式后停用，仍使用的储值票予以退卡处理。

## 未来发展

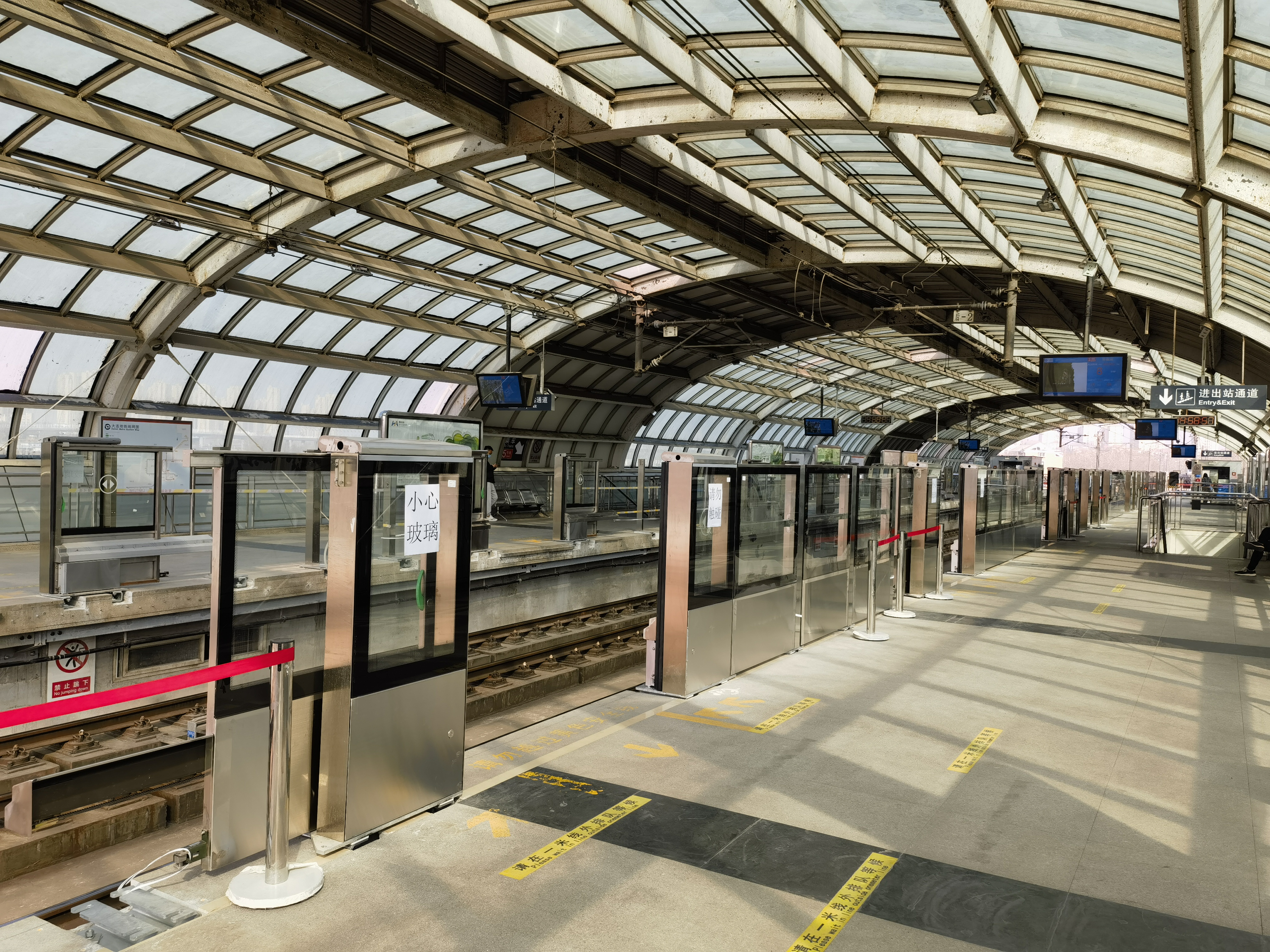
2023年3月正在加装站台门的后盐站站台

2022年5月，大连地铁集团发布3号线主线加装站台门工程的招标公告，该公告内容中提到，3号线主线部分将加装低站台门。该工程最终由株洲中车时代电气中标。首个开始加装站台门的车站为后盐站，于2023年3月26日起动工。2023年9月1日，站台门正式启用。
本线路设置有高城山和黄海大道等预留车站，将会择期建设。同时，本线路也将会在甘井子区海口路与东快路交叉口东北侧设置梭鱼湾站。梭鱼湾站的建设审批工作已于2021年7月5日办结，将适时开工建设。